# Úrvalsdeild Karla 1944
La Úrvalsdeild Karla 1944 fue la 33.ª edición del campeonato de fútbol islandés. El campeón fue el Valur Reykjavik, que ganó su décimo título.

## Tabla de posiciones
|   | Equipo          | PJ | PG | PE | PP | GF | GC | DG | Pts |
| - | --------------- | -- | -- | -- | -- | -- | -- | -- | --- |
| 1 | Valur Reykjavik | 3  | 2  | 1  | 0  | 6  | 3  | +3 | 5   |
| 2 | KR Reykjavik    | 3  | 2  | 0  | 1  | 3  | 2  | +1 | 4   |
| 3 | Víkingur        | 3  | 0  | 2  | 1  | 4  | 6  | -2 | 2   |
| 4 | Fram Reykjavik  | 3  | 0  | 1  | 2  | 3  | 5  | -2 | 1   |